# Pierre Citti
 (août 2020).
Si vous disposez d'ouvrages ou d'articles de référence ou si vous connaissez des sites web de qualité traitant du thème abordé ici, merci de compléter l'article en donnant les références utiles à sa vérifiabilité et en les liant à la section « Notes et références ».
Pour les articles homonymes, voir Citti.
Pierre Citti, 8e dan d'aïkido (合気道) et 2e dan de jōdō (杖道) est directeur au Budo Collège belge fondé en 1951 par maître Julien Naessens. Il est également détenteur du titre de Kyoshi. Il fut notamment élève de Roger Hannoset.